# 小行星7834
小行星7834（英語：7834）是一颗围绕太阳公转的小行星。1993年5月14日，上田清二、金田宏在钏路市发现了此天体。
这颗小行星的绝对星等为167.5385949379737等。